# حسام‌الدین ابوالهیجا
حسام‌الدین ابوالهیجا هذبانی (؟ در اربیل– ۵۹۳ قمری در داقوق) ملقب به سمین، از سران نامدار هذبانی بود. در سال ۵۷۸ قمری حکومت نصیبین به دست او افتاد که به دلیل شکایت اهالی از او آن را از دست داد. صلاح‌الدین ایوبی در رجب ۵۸۵ او را فرمانده پادگان عکا کرد؛ که در آن زمان در محاصره صلیبیان بود. حسام‌الدین تا اوایل ۵۸۵ آنجا ماند. پس از آن او به مصر رفته و برای صلاح‌الدین نیروی کمکی آورد. پس از مرگ صلاح‌الدین او به نبرد با صلیبیان ادامه داد و در سال ۵۹۱ حکومت اورشلیم را از دست داد. آنگاه او از شام به موصل و از آنجا به بغداد رفت. خلیفه او را به نبرد با اتابک ازبک آذربایجان مأمور کرد؛ که در آن هنگام همدان را تصرف کرده بود. او ازبک و یارانش را شکست داد و آنان را اسیر کرد. حسام‌الدین در راه بازگشت در داقوق درگذشت.

## شخصیت و تبار
حسام‌الدین فردی ددمنش و دلیر بود. او فردی قابل اعتماد در نزد صلاح‌الدین بود به طوری که صلاح‌الدین او را در حد سپهسالار خود قرار داده بود. همه تاریخنگاران به جز ابن اثیر که او را از کردان خطی (حکمی) می‌داند، او را هذبانی معرفی می‌کنند.